# Marco Antônio (ur. 1963)
Marco Antônio Paes dos Santos (ur. 20 sierpnia 1963) – brazylijski piłkarz występujący na pozycji obrońcy.

## Kariera klubowa
Od 1992 do 1993 roku występował w klubie Shimizu S-Pulse, gdzie miał najwięcej występów. Najczęściej grał na pozycji środkowego obrońcy. Piłkarską karierę zakończył 1 grudnia 1999 roku. 